# Мортихнии
Мортихнии (от лат. mors — смерть и др.-греч. τύραννος — след) — вид ихнофоссилий; следы живого организма, оставленные им перед смертью, сохранившиеся в ископаемом состоянии. 

## Заметные примеры

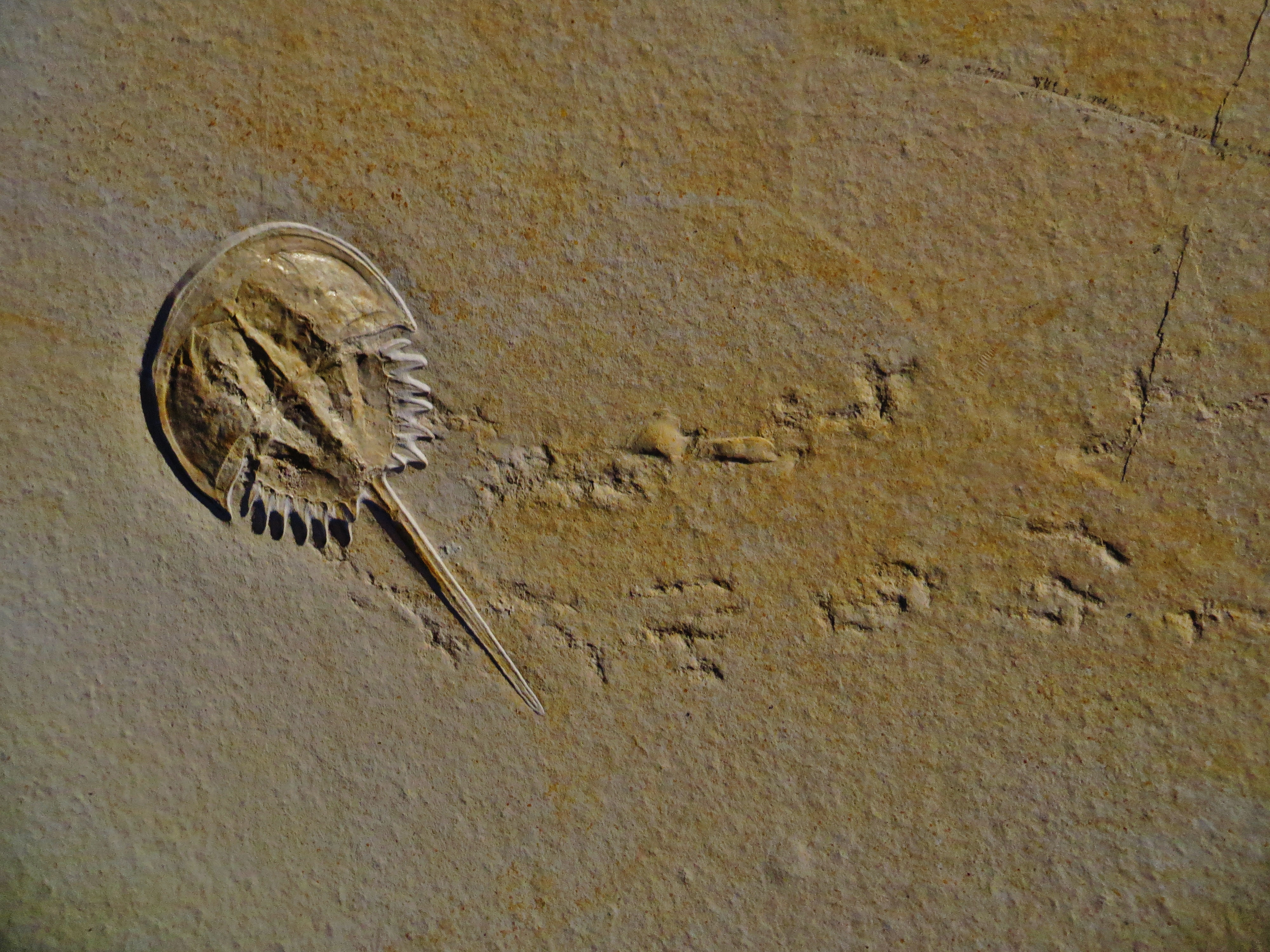
Окаменелость мечехвоста Mesolimulus со следами движения.

В 2002 году в литографическом известняке (средняя юра) в Баварии, Германия, была обнаружена мортихния мечехвоста Mesolimulus walchi. След длиной 9,7 м был оставлен около 150 млн лет назад, когда мечехвост погиб в кислородной лагуне. На следах осталось достаточно для исследователей свидетельств, чтобы они определили, что существо, вероятно, упало в лагуну вниз головой, выпрямилось и пошло, прежде чем поддаться аноксическим условиям воды перед смертью.
Из среднеюрского известняка национального парка Серрас-ди-Айре-и-Кандиэйруш, район Сан-Бенту, округ Лейрия, Португалия, в 2016 году была описана морская лилия, которой было присвоено название Krinodromos bentou. На конце длинного извилистого следа был обнаружен отпечаток лилии. Было установлено, что морскую лилию вынесло приливом, и она пыталась доползти до воды, но так и не смогла сделать этого.